# Ustawa o ustroju szkolnictwa
Ustawa o ustroju szkolnictwa – polska regulacja prawna z 1932 r. wprowadzająca zasady ustroju szkolnictwa, mającego na celu ułatwienie organizacji wychowania i kształcenia.
Ustawa miała zapewnić jak najwyższe wyrobienie religijne, moralne, umysłowe i fizyczne oraz jak najlepsze przygotowanie do życia społecznego.
Nadzór nad szkolnictwem pełnił Minister Wyznań Religijnych i Oświecenia Publicznego.

## Rodzaje szkół
Wprowadzono następując rodzaje szkół:
- szkoły państwowe – szkoły utrzymywane wyłącznie przez państwo,
- szkoły publiczne – szkoły utrzymywane przez państwo, wspólnie z samorządem terytorialnym lub gospodarczym,
- szkoły prywatne – szkoły utrzymywane przez osoby prywatne.

## Kształt ustroju szkolnego
Ustrój szkolny obejmował:
- przedszkola,
- szkoły powszechne,
- szkoły średnie ogólnokształcące,
- szkoły zawodowe.

### Przedszkola
Przedszkola przewidziane były dla dzieci w wieku od 3 lat, do czasu rozpoczęcia obowiązku szkolnego. Przedszkola miały na celu wychowanie fizyczne i psychiczne dzieci, poprzez stworzenie odpowiednich warunków bytowo-materialnych.

### Szkoły powszechne
Nauka w zakresie szkoły powszechnej była obowiązkowa dla każdego dziecka w wieku siedmiu lat. W przypadku nie ukończenia nauki w zakresie szkoły powszechnej w ustalonym czasie, obowiązek szkolny można było przedłużony o rok.
Obowiązek szkolny był spełniany poprzez pobieranie nauki:
- w publicznej szkole powszechnej,
- w innej szkole,
- w domu.

Szkoła powszechna miała za zadanie dać na poziomie odpowiadającym wiekowi i rozwojowi dziecka, jednolite podstawy wychowania i wykształcenia ogólnego oraz przygotowania społeczno-obywatelskiego, z uwzględnieniem potrzeb życia gospodarczego.
W programie szkoły powszechnej rozróżniano trzy szczeble:
- szczebel I – obejmował elementarny zakres wykształcenia ogólnego,
- szczebel II – był rozszerzeniem i pogłębieniem szczebla pierwszego,
- szczebel III – miał przysposobić młodzież pod względem społeczno-obywatelskim i gospodarczym.

Pod względem organizacyjnym rozróżniano szkoły powszechne trzech stopni, w tym:
- szkołą stopnia I-go – była szkołą, która realizowała pierwszy szczebel programowy wraz z najważniejszymi składnikami programowymi szczebla drugiego i trzeciego;
- szkoła stopnia II-go – realizowała pierwszy i drugi szczebel programowy wraz z najważniejszymi składnikami programowymi szczebla trzeciego;
- szkoła stopnia III-go – realizowała wszystkie trzy szczeble programowe w pełnym zakresie.

### Szkoły średnie ogólnokształcące
Szkoła średnia ogólnokształcąca miała za zadanie dać młodzieży podstawy pełnego rozwoju kulturalnego, przygotować ją do czynnego udziału w życiu społecznym oraz do podjęcia studiów w szkołach wyższych.
Szkoła średnia ogólnokształcąca była szkołą sześcioletnią i składa się z:
- czteroletniego gimnazjum,
- dwuletniego liceum.

Program gimnazjum opierał się na drugim szczeblu programowym szkoły powszechnej i uwzględniał obok wykształcenia ogólnego, praktyczne potrzeby życia.
Do pierwszej klasy gimnazjum przyjmowano kandydatów, którzy ukończyli co najmniej 12 lat życia. Do liceum przyjmowano kandydatów, którzy ukończyli co najmniej 16 lat życia.

### Szkoły zawodowe
Szkoły zawodowe miały za zadanie przygotować wykwalifikowanych zawodowo pracowników dla życia gospodarczego, przez teoretyczne i praktyczne kształcenie zawodowe. W nauczaniu uwzględniano potrzebnego z zakresu wykształcenia ogólnego oraz społeczno-obywatelskiego.
Szkoły zawodowe dzieliły się na:
- szkoły dokształcające,
- szkoły typu zasadniczego,
- szkoły przysposobienia zawodowego.

Szkoły dokształcające zawodowe dawały młodzieży pracującej przygotowanie zawodowe, w oparciu o niezbędne wiadomości teoretyczne i praktyczne. Program szkół dokształcających oparty był na pierwszym lub na drugim szczeblu programowym szkoły powszechnej i trwał trzy lata.
Szkoły zawodowe typu zasadniczego dawały przygotowanie zawodowe teoretyczne oraz praktyczne i dzieliły się na szkoły:
- stopnia niższego, które miały charakter wybitnie praktyczny. Program opierał się na pierwszym szczeblu programowym szkoły powszechnej i był rozłożony zależnie od zawodu na 2 do 3 lat. Na pierwszy rok nauczania przyjmowano młodzież w wieku 13 lub 14 lat życia.
- stopnia gimnazjalnego, które dawały obok przygotowania praktycznego, także przygotowanie teoretyczne. Program opierał się na drugim lub trzecim szczeblu programowym szkoły powszechnej i zależnie od zawodu rozłożony był na dwa do czterech lat. Dolna granica wieku kandydatów określona była na 13 rok życia.
- stopnia licealnego, które dawały, oprócz przygotowania praktycznego, głębsze przygotowanie teoretyczne. Program opierał się na programie gimnazjum ogólnokształcącego oraz zależnie od zawodu rozłożony był na 2 do 3 lata. Na pierwszy rok nauczania przyjmowano kandydatów, którzy ukończyli co najmniej 16 rok życia.

Szkoły przysposobienia zawodowego przeznaczone były dla absolwentów wszystkich szkół oraz wszystkich stopni i dawały podstawy wiedzy zawodowej dla wprowadzenia do zawodu. Szkoły były roczne.
Podstawę organizacyjną i programową ustroju szkolnictwa stanowiła siedmioletnia szkoła powszechna o najwyższym stopniu zorganizowana (III stopnia). Programy były tak ułożone, aby umożliwić młodzieży, odpowiednio uzdolnionej, przejście ze szkół jednych typów do drugich oraz ze szkół niższych stopni do szkól wyższych stopni.